# Бонди, Герман
Сэр Герман Бонди (англ. Hermann Bondi; 1 ноября 1919 — 10 сентября 2005) — британский математик и космолог австрийского происхождения. Эмерит-профессор Лондонского университета, член Лондонского королевского общества (1959). В 1983—1990 годах возглавлял кембриджский Колледж Черчилля, занимал также ряд других научных постов и на государственной службе, в том числе — генерального директора Европейской организации космических исследований в 1967-71 гг. (European Space Research Organisation) и главного учёного британских министерств обороны (1971-77) и энергетики (1977-80).

## Биография
Родился в нерелигиозной еврейской семье врача-кардиолога. Учился в Венской реальной гимназии, показав особые успехи по математике.
Окончил кембриджский Тринити-колледж (магистр), где учился с 1937 года. В 1942—1945 гг. работал в Британском адмиралтействе, перед чем в мае 1940 года был интернирован как «вражеский иностранец» и более года провёл в охраняемых лагерях на острове Мэн и в Канаде.
Преподавал математику в Кембридже (1945-54) и Королевском колледже Лондона (профессором с 1954 года, с 1971 года титулярный профессор, с 1985 года эмерит). В 1983—1990 годах возглавлял кембриджский Колледж Черчилля.
В 1956-64 гг. секретарь Королевского астрономического общества, в 1967-71 гг. генеральный директор Европейской организации космических исследований в Париже (European Space Research Organisation), в 1971-77 гг. главный научный консультант министерства обороны, в 1977-80 гг. шеф-учёный министерства энергетики, в 1980-84 гг. председатель Natural Environment Research Council. Достиг ранга Permanent Secretary.
С 1985 по 1987 год президент Гидрографического общества.
С 1981 по 1997 год президент Society for Research into Higher Education.
Состоял членом Британской гуманистической ассоциации и являлся её президентом с 1982 по 1999 год.
Выступал в СМИ популяризатором научного метода.
В некрологе «Индепендент» приводится данная ему лордом Хили характеристика: «Самое важное в Германе было то, что он был ученым с чувством социальной ответственности». Его другом был Макс Перуц.
С 1947 года женат на Christine Stockman, пятеро детей.
Труды: «Cosmology» (1952, reissued 1960), «The Universe at Large» (1960), «Relativity and Commonsense» (1964), «Assumption and Myth in Physical Theory» (1967). Автобиография «Science, Churchill, and Me» (1990).

### Награды
- Медаль Альберта Эйнштейна Общества Альберта Эйнштейна (1983)
- IMA Gold Medal[англ.] (1988)
- G.D. Birla International Award for Humanism (1990)
- Золотая медаль Королевского астрономического общества (2001)

Рыцарь-командор ордена Бани (1973). Почётный доктор ряда университетов.